# Al Green Is Love
Al Green Is Love è un album in studio del cantante statunitense Al Green, pubblicato nel 1975.

## Tracce
Side 1
1. L-O-V-E (Love) (Green, Willie Mitchell, Mabon "Teenie" Hodges) – 3:09
2. Rhymes (Green, Mabon "Teenie" Hodges) – 3:36
3. The Love Sermon (Green, Willie Mitchell, Earl Randle) – 6:34
4. There Is Love (Willie Mitchell, Lawrence Seymore, Yvonne Mitchell) – 3:04
5. Could I Be the One? (Green, Willie Mitchell, Ann Mitchell) – 4:06

Side 2
1. Love Ritual (Green) – 4:19
2. I Didn't Know (Green) – 7:46
3. Oh Me, Oh My (Dreams in My Arms) (Green, Willie Mitchell, Mabon "Teenie" Hodges) – 2:48
4. I Gotta Be More (Take Me Higher) (Green) – 2:45
5. I Wish You Were Here (Willie Mitchell) – 3:18